# Saison 2 de Claws
Chronologie
Saison 1 Saison 3
Cet article présente le guide des épisodes de la deuxième saison de la série télévisée américaine Claws.

## Généralités
- Aux États-Unis, la saison a été diffusée du 10 juin 2018[1]au 12 août 2018 sur le réseau TNT.
- Au Canada, la saison a été diffusée du 29 juillet 2018 au 30 septembre 2018 sur Bravo!.

## Distribution

### Acteurs principaux
- Niecy Nash (VF : Laura Zichy) : Desna Simms
- Carrie Preston (VF : Véronique Augereau) : Polly Moss
- Judy Reyes (VF : Christine Braconnier) : Quiet Ann
- Karrueche Tran (VF : Edwige Lemoine) : Virginia
- Jenn Lyon (en) (VF : Marie Chevalot) : Jennifer Husser
- Jack Kesy (VF : Raphaël Cohen) : Roller Husser
- Kevin Rankin (VF : Yann Peira) : Bryce Husser
- Jason Antoon (en) (VF : Tony Joudrier) : Dr Ken Brickman
- Harold Perrineau (VF : Frantz Confiac) : Dean Simms
- Dean Norris (VF : Jean-François Aupied) : Clay Husser / « Uncle Daddy »
- Jimmy Jean-Louis (VF : Jean-Paul Pitolin) : Dr Gregory Ruval[2]
- Suleka Mathew (VF : Daria Levannier) : Arlene Branch

### Acteurs récurrents
- Franka Potente (VF : Laurence Dourlens) : Zlata Ostrovsky[3] (épisodes 1 à 9)
- Sheryl Lee Ralph (VF : Marie Lenoir) : Matilde Ruval, mère de Gregory[4] (épisodes 3 et 4, 8 et 10)
- Christina Moore (VF : Lydia Cherton) : Mandy Heiser
- Evan Daigle (VF : Fred Colas) : Toby
- Sherry Cola (VF : Jessie Lambotte) : Special Agent Lucy Chun[5] (épisodes 4 à 8)

## Épisodes

### Épisode 1:Changement de personnel
- États-Unis : 10 juin 2018 sur TNT[6]
- Canada : 29 juillet 2018 sur Bravo!
- France : 7 mai 2019 sur Warner TV

- États-Unis : 1,32 million de téléspectateurs[7] (première diffusion)

### Épisode 2:Gratin aux crackers
- États-Unis : 17 juin 2018 sur TNT
- Canada : 5 août 2018 sur Bravo!
- France : 7 mai 2019 sur Warner TV

- États-Unis : 1,14 million de téléspectateurs[8] (première diffusion)

### Épisode 3:Le cœur de Matilde
- États-Unis : 24 juin 2018 sur TNT
- Canada : 12 août 2018 sur Bravo!
- France : 7 mai 2019 sur Warner TV

- États-Unis : 1,137 million de téléspectateurs[9] (première diffusion)

### Épisode 4:La voix intérieur
- États-Unis : 1er juillet 2018 sur TNT
- Canada : 19 août 2018 sur Bravo!
- France : 14 mai 2019 sur Warner TV

- États-Unis : 1,248 million de téléspectateurs[10] (première diffusion)

### Épisode 5:Vaginologue
- États-Unis : 8 juillet 2018 sur TNT
- Canada : 26 août 2018 sur Bravo!
- France : 14 mai 2019 sur Warner TV

- États-Unis : 1,314 million de téléspectateurs[11] (première diffusion)

### Épisode 6:A la vie à la mort
- États-Unis : 15 juillet 2018 sur TNT
- Canada : 2 septembre 2018 sur Bravo!
- France : 14 mai 2019 sur Warner TV

- États-Unis : 1,35 million de téléspectateurs[12] (première diffusion)

### Épisode 7:En cendres
- États-Unis : 22 juillet 2018 sur TNT
- Canada : 9 septembre 2018 sur Bravo!
- France : 21 mai 2019 sur Warner TV

- États-Unis : 1,30 million de téléspectateurs[13] (première diffusion)

### Épisode 8:A la croisée des chemins
- États-Unis : 29 juillet 2018 sur TNT
- Canada : 16 septembre 2018 sur Bravo!
- France : 21 mai 2019 sur Warner TV

- États-Unis : 1,30 million de téléspectateurs[14] (première diffusion)

### Épisode 9:Jusqu’à ce que la mort nous sépare
- États-Unis : 5 août 2018 sur TNT
- Canada : 23 septembre 2018 sur Bravo!
- France : 28 mai 2019 sur Warner TV

- États-Unis : 1,281 million de téléspectateurs[15] (première diffusion)

### Épisode 10:Grand vent
- États-Unis : 12 août 2018 sur TNT
- Canada : 30 septembre 2018 sur Bravo!
- France : 28 mai 2019 sur Warner TV

- États-Unis : 1,484 million de téléspectateurs[16] (première diffusion)